# Cotovia-de-angola
Cotovia-angolana ou cotovia-de-angola (Amirafra angolensis) é uma espécie de ave da família Alaudidae.
Pode ser encontrada nos seguintes países: Angola, República Democrática do Congo, Tanzânia e Zâmbia.
Os seus habitats naturais são: campos de gramíneas subtropicais ou tropicais secos de baixa altitude e campos de gramíneas de baixa altitude subtropicais ou tropicais sazonalmente húmidos ou inundados.